# Walckenaeria tystchenkoi
Walckenaeria tystchenkoi är en spindelart som beskrevs av Kirill Yeskov och Yuri M. Marusik 1994. Walckenaeria tystchenkoi ingår i släktet Walckenaeria och familjen täckvävarspindlar. Inga underarter finns listade i Catalogue of Life.